# Вгадай, хто прийде на обід
«Вгадай, хто прийде на обід» (англ. Guess Who's Coming to Dinner) — художній фільм комедія-драма режисера Стенлі Крамера, що вийшов на екрани у 1967 році. Головні ролі виконують Спенсер Трейсі (остання поява на екрані), Кетрін Гепберн, Сідні Пуатьє і Кетрін Готон. Фільм одержав десять номінацій на премію «Оскар», у тому числі як найкращий фільм року, дві з яких виявилися переможними — за акторську роботу Кетрін Гепберн і оригінальний сценарій Вільяма Роуза. Американським інститутом кіномистецтва фільм «Вгадай, хто прийде на обід» визнаний одним з найпалкіших і надихаючих фільмів у історії кіно.

## Сюжет
Головна героїня повертається додому після канікул на Гаваях, але не сама. Вона покохала вдівця, відомого лікаря, і вони збираються одружитися. Проблема полягає в тому, що він афроамериканець. Це викликає шок (1967 рік) як у неї, так і в його батьків. Але через деякий час здоровий глузд перемагає і батьки все ж дають згоду молодим на їх одруження.

## В ролях
| Актор             | Роль                     |
| ----------------- | ------------------------ |
| Спенсер Трейсі    | Метт Дрейтон             |
| Кетрін Хепберн    | Христина Дрейтон         |
| Сідні Пуатьє      | доктор Джон Уейд Прентіс |
| Кетрін Хотон      | Джоанна «Джоі» Дрейтон   |
| Сесіл Келлауей    | монсеньйор Майк Райан    |
| Рой Гленн         | містер Прентіс           |
| Бі Ричардс        | місіс Прентіс            |
| Ізабель Санфорд   | Матільда «Тіллі» Бінкс   |
| Вірджинія Крістін | Хіларі Сент-Джордж       |

## Цікаві факти
- Цей фільм став останнім у кар'єрі видатного актора Спенсера Трейсі. Щоб страхова компанія дозволила знятися хворому Трейсі, гонорари Гепберн і Крамера були заморожені, якщо знадобиться перезнімати фільм з іншим актором.
- Коли цей фільм з'явився у прокаті, у деяких штатах все ще існував закон, що передбачав кримінальну відповідальність за міжрасові шлюби.[1]